# My Bollywood Bride
A My Bollywood Bride egy indiai romantikus, zenés vígjáték.
2006. január 14-én az Egyesült Államokban, a Palm Springs International Film Festival-on mutatták be. 2007. június 8-án kezdik vetíteni az Egyesült Államokban.
|  | Alább a cselekmény részletei következnek! |

## Cselekmény
Alex (Jason Lewis) foglalkozására nézve író, az Egyesült Államok nyugati tengerpartján él, és itt találkozik Reena-val, az indiai lánnyal, aki pihenni jött ide. Néhány napot együtt töltenek, beszélgetnek, eközben egyre jobban megkedvelik egymást. Szerelmük plátói marad, majd egy nap Reena váratlanul visszautazik Indiába. Alex csak a keresztnevét tudja, és azt, hogy a lakhelye: Mumbai, India. Elhatározza, hogy megkeresi a lányt, és Indiába utazik. Ott szembesülnie kell a számszerű valósággal, India hatalmas ország (kb. 1 milliárd lakosa van), és Mumbai (korábban: Bombay) hatalmas város, ahol Reena keresztnevű lányból valószínűleg több százezer szaladgál az utcán. A sors azonban egy riksasofőr és egy plakát képében a segítségére siet: kiderül, hogy Reena egy ismert filmsztár a hazájában. A segítőkész sofőr felkutatja számára azt a filmstúdiót, ahol Reena éppen forgat, így ide bejutva Alex és Reena találkoznak. Hamar kiderül, hogy Reena-t az indiai hagyományoknak megfelelően a szülei már eljegyezték egy nagy hatalmú és ellenszenves filmproducerrel, akinek mellesleg Reena a karrierjét köszönheti. Megvan tehát a konfliktus, ami köré a film épül. A megoldáshoz vezető úton sok tánccal és  diszkósított indiai zenével találkozunk. Alexet a látszat kedvéért Bobby K-nál szállásolják el, mintha hozzá érkezett volna. Bobby-nak a filmstúdióban Alisha tűnik fel, egy gyermekkorából ismerős lány, aki a stúdióban táncol. Bobby annak idején megígérte neki, hogy ha híres lesz, írni fog neki, és segíti a karrierjében, de ezt az ígéretét nem tartotta be. A lánynak is tetszik Bobby, de haragszik rá, és nem akar vele találkozni. Bobby és Alisha az eső elől menekülve egy kunyhóban végre nyugodtan tudnak beszélgetni egymással. Reena a hagyománytisztelet, a családnak tett ígéret és a szerelem között őrlődik, mert az világosan kiderül, hogy a producert nem szereti, ellenben Alexet igen. Azt is megtudjuk, hogy édesapja szívbeteg, miatta kellett hirtelen hazautaznia. Alex a lány anyjának és jegyesének is szemet szúr, hamar rájönnek, hogy Alex nem Bobby miatt érkezett Indiába. Reena végül arra az elhatározásra jut, hogy a szülei által választott vőlegényt kell választania, ezért beszél Alex-szal, és azt mondja neki, hogy utazzon haza. Alex nehéz szívvel elindul a repülőtérre. Időközben kiderül, hogy a producer egy kezdő színésznőnek szerepet ígért, amit nem tartott be, viszont intim kapcsolatba került vele. A színésznő megunta a várakozást, és Bobbynak átad egy videófelvételt, ami az együttlétüket mutatja. Bobby beszél a producerrel, és megzsarolja a felvétellel, aki ezek után visszalép a házassági ajánlattól, és még Alishát is segíti szerephez jutni. Reena szülei felismerik, hogy lányuknak a saját választása lesz a legjobb, ezért arra biztatják, hogy menjen Alex után a repülőtérre. Újból feltűnik a segítőkész riksasofőr, és most Reena száguld vele, miközben a producer emberei üldözik. Alex nem utazott el az első géppel, ezért még sikerül találkozniuk, és minden félreértés tisztázódik. A film végén indiai hagyományok szerint házasságot kötnek.

## Értékelés
A film, a rendezés, a forgatókönyv, a színészek, a zene csak közepes teljesítményt nyújtanak.
A film pozitívumai közé tartozik, hogy akaratlanul is felvillant egy keveset az indiai utcaképből, nincs benne erőszak, drog, szex, káromkodás is alig.

## Külső hivatkozások
- My Bollywood Bride az Imdb.com-on
- A film hivatalos oldala